# 桓宣
桓 宣（かん せん、生年不詳 - 建元2年8月7日（344年8月31日））は、中国東晋初期の軍人。本貫は譙国銍県。父は西晋の冠軍長史桓弼。子は東晋の新野郡太守桓戎。族子は護軍将軍桓伊。反乱討伐や後趙の侵攻の防衛に活躍した。

## 生涯
建興元年（313年）8月、西晋の丞相司馬睿により、舎人に任じられた。
建武元年（317年）6月、塢主張平は豫州刺史、樊雅は譙郡太守を自称、各々数千を率い、城に拠っていた。桓宣は司馬睿からの信頼が厚く、張平・樊雅と同州ということもあり、参軍に任じて張平と樊雅に降るよう説得に向かわせた。張平と樊雅は説得に応じて降伏を請うた。司馬睿はそれぞれを将軍に任じ、北方への備えとした。南中郎将王含は請うて桓宣を自身の参軍に任じた。
しかし、奮威将軍祖逖の参軍殷義の無礼により、祖逖と張平が争い、張平は殺害したものの、樊雅も反抗して譙城に拠った。祖逖は自身の力が弱いため、南中郎将王含に助勢を請うた。王含は桓宣に5百の兵を与え、祖逖の援軍に遣わした。祖逖は桓宣に樊雅の説得を依頼した。
桓宣は単騎及び従者2名で樊雅の元に赴き「祖豫州（祖逖）は劉曜・石勒を平らげるために卿の力を必要としている。かつて殷義が軽薄な行為をしたのは、祖豫州の意ではない。もし今、和解すれば、則ち忠勲を立てて富貴を保てよう。もし固執して守るならば、さらに猛将を続々と向かわせる。卿らは烏合の衆、城で守るのも窮することになる。北は強賊らが伺い、南は国家が攻めてくる。万に一つの勝ちもない。善き決断を願う」と説いた。
樊雅は桓宣と酒を酌み交わし、友の契りを結んだ。樊雅は子を桓宣とともに祖逖の元へ赴かせ、自身は近日中に赴くと伝えた。しかし樊雅は以前、祖逖に数々の罵倒や屈辱を与えたため、罪に問われると恐れた。樊雅は城を閉じて守りを固め、祖逖は再び攻めた。桓宣は再び樊雅を説得、樊雅は異論者を斬って、祖逖の元を訪れて降伏した。
祖逖が譙城に入り、漢（後の前趙）の鎮東大将軍石勒は征虜将軍石虎に譙城を包囲させた。王含は桓宣を祖逖救援に向かわせ、到着前に石虎は包囲を解いて退却した。祖逖は桓宣を留め、ともに服属しない勢力を討ち、全てを破った。祖逖は上表して桓宣を譙国内史に任じた。
永昌元年（322年）10月、後趙の度重なる侵攻により、平西将軍祖約は譙城を放棄することを決めた。桓宣は書面で諌めたが、祖約は従わなかった。これにより、後趙は陳留を手中にした。
咸和2年（327年）10月、冠軍将軍蘇峻は祖約が朝廷に怨みを抱いてると知り、ともに中書令庾亮を討とうと持ちかけた。祖約は喜び、従子の祖智・祖衍も賛同した。桓宣は祖智に「夷狄はまだ滅んでおらず、我ら将はこれに力を尽くすべきでしょう。あなたがもし雄覇の志があるなら、国を助けて蘇峻を討てば、おのずと威名は轟きます。今、蘇峻とともに謀反して、どこに安寧を得られましょうか」と諌めた。祖智はこれに従わなかった。桓宣は祖約を諌めるべく、子の桓戎を遣わし、祖約に面会を求めた。祖約は桓宣が必ず諌めようと来たのだと知り、聞くことはなかった。桓宣は祖約との関係を絶ち、彼らに与しないことを決めた。
邵陵の人陳光が部落数百家を率いて桓宣に降った。桓宣は彼らを慰撫した。桓宣は数千家を南に移そうと尋陽に向かい、馬頭山に陣営を置いた。
咸和3年（328年）6月、太尉祖約は祖渙・桓撫に湓口を攻撃させた。祖渙・桓撫は桓宣が守る馬頭山を攻めた。桓宣は桓戎を廬江郡太守毛宝の元に遣わし、救援を請うた。征西大将軍陶侃は毛宝を救援に向かわせた。毛宝は桓宣が祖約と通じていると疑念を持っていた。桓宣は再び桓戎を遣わし、救援を請うた。毛宝は桓戎とともに赴いた。毛宝は一度敗れたが再び戦って祖渙・桓撫を破って、桓宣の陣営に合流した。敗れた祖渙・桓撫は撤退した。桓宣は平南将軍温嶠の元へ合流した。
咸和4年（329年）2月、蘇峻の乱平定後、桓宣は武昌に移った。
12月、右軍将軍郭黙が平南将軍劉胤を殺害した。郭黙は桓宣を味方にしようと誘ったが、桓宣は従わず守りを固めた。
咸和5年（330年）1月、郭黙は参軍桓戎を遣わし、救援を求めた。桓宣は偽ってこれを了承した。西陽郡太守鄧嶽・武昌郡太守劉詡は桓宣が郭黙に通じていると疑っていた。二人は豫州西曹王随を桓宣の元に遣わした。王随は桓宣に「あなたの心は明らかといえども、疑いを自ら明らかにするには、桓戎殿を私に付かせるのみです」と説いた。桓宣は桓戎を王随とともに陶侃を迎えさせた。陶侃は桓戎を受け入れ、上表して桓宣を武昌郡太守に任じた。
南中郎将・監沔中諸軍事・江夏相に任じられた。
咸和7年（332年）7月、後趙の荊州刺史郭敬が掠奪のため、江西方面を南進した。太尉陶侃は子の平西参軍陶斌と桓宣に手薄になった樊城を攻め、城兵を悉く捕らえた。郭敬は樊城救援に向かい、桓宣と涅水で戦った。桓宣は軍の大半が死傷したものの、郭敬を破った。この頃、竟陵郡太守李陽・陶侃の兄の子の南陽郡太守陶臻が新野を攻略した。これを懼れた郭敬は荊州から撤退、桓宣と李陽は襄陽を奪回した。陶侃は桓宣にそのまま襄陽を守らせた。
大将軍陶侃は桓宣を使い、中原を取り戻すことを志していたが、果たせずに死去した。
咸康元年（335年）4月、後趙の征虜将軍石遇が7千騎を率いて襄陽を攻撃した。征西将軍庾亮は輔国将軍毛宝・征西司馬王愆期を救援に遣わし、章山に屯させた。石遇軍は城の三面から地面を掘って攻めようとした。桓宣は精鋭を募り、不意をついて出撃した。援軍との合撃で殺傷数百、多くの鎧馬を得た。石遇軍は飢えと疫病により、包囲を解いて撤退した。
桓宣は歩騎を遣わし、南陽郡の百姓や賊だった者ら8千余を帰服させた。
咸康5年（339年）3月、庾亮は上表して仮節・平北将軍・都督沔北前鋒征討軍事・司州刺史に任じられ、襄陽に鎮した。
建元元年（343年）7月、安西将軍庾翼は上表して持節・都督司梁雍三州荊州南陽襄陽新野南郷四郡諸軍事・梁州刺史に任じられ、将軍位はそのままとされた。前後の功績により、竟陵県男に封じられた。
建元2年（344年）7月、征西将軍庾翼は、桓宣に後趙の将の李羆討伐に向かわせた。両軍は丹水で戦い、桓宣は敗れた。庾翼は怒り、桓宣を建威将軍に降格させ、峴山を守らせた。桓宣は望みと現実を見失い、かねてからの老いも重なり、病に伏した。南郡太守王愆期は病により、職務の交代を求めていたことから、庾翼は桓宣を鎮南将軍・南郡太守に任じた。
8月、桓宣は志を得られず、官職に就くことなく、憤りのあまり亡くなった。鎮南将軍を贈された。

## 人物・逸話
- 桓宣は襄陽に鎮した以後、刑罰を簡素化、威儀を略し、民に農業と養蚕を奨励した。小型の馬車に鋤などの農具を載せ、自ら指揮して民衆工芸を得たりした。襄陽に在すること十余年、後趙軍の侵攻に対し、桓宣は衆の人心を得ており、寡兵や弱兵で守って撃退してきた。桓宣の力量は祖逖や周訪に亜ぐものと称えられた[5]。
- 南中郎将であった桓宣は、戴洋という人物を参軍に任じていた。桓宣に従い、襄陽に行くところを陶侃が留めて武昌に住まわせた。戴洋は占術に長けており、陶侃は吉凶を問うた。戴洋は石勒死後、北方に災いが起き、北方に進出すれば成功できると予言した。陶侃は北伐の志があり、これを聞いて大いに喜んだ。しかし、病状が重くなり、志を果たせずに亡くなった[6]。